# Szyszkowce (rejon czortkowski)
Szyszkowce (ukr. Шишківці) – wieś na Ukrainie w rejonie czortkowskim obwodu tarnopolskiego. Zamieszkuje ją obecnie 263 osoby. 
W II Rzeczypospolitej wieś w powiecie borszczowskim województwa tarnopolskiego.
W latach 1943–1945 nacjonaliści ukraińscy z OUN-UPA zamordowali tutaj 8 Polaków.